# Salmeria
Salmeria (pl. salmerie - derivato da "salma", lett. "carico") è il vocabolo che in lingua italiana designa il complesso dei materiali (viveri e attrezzature) trasportati al seguito dell'esercito. Per estensione, le salmerie comprendono anche il personale militare o militarizzato che del trasporto del materiale è incaricato.

La salmeria poteva essere costituita da un carico relativamente circoscritto per una truppa, trasportato a dorso di mulo (da cui il nome), o dall'insieme degli approvvigionamenti di un vero e proprio esercito necessitante mezzi pesanti (i c.d. "carriaggi") per il trasporto.
Nel linguaggio comune moderno, "salmeria" e "carriaggi" sono utilizzati quali sinonimo di vettovagliamento.